# Dendrobium sladei
Dendrobium sladei là một loài thực vật có hoa trong họ Lan. Loài này được J.J.Wood & P.J.Cribb mô tả khoa học đầu tiên năm 1982.